# Pascal Loretz
Pascal David Loretz (* 1. Juni 2003 in Luzern) ist ein Schweizer Fussballspieler auf der Position des Torhüters. Er steht beim FC Luzern unter Vertrag und ist Juniorennationalspieler.

## Werdegang
Pascal Loretz wurde in Luzern geboren und wuchs im benachbarten Kriens auf. 2023 absolvierte er die Matura. Ab 2023 absolvierte er die Spitzensport-Rekrutenschule in Magglingen.

### Vereine
Loretz begann mit dem Fussballspielen beim SC Kriens, ehe er in den Nachwuchs des FC Luzern wechselte. 2021 erhielt er einen Profivertrag über drei Jahre bis 2024. Nachdem er zu Beginn der Saison 2021/22 noch bei der Profimannschaft jeweils als Ersatztorhüter im Spieltagskader gestanden war, kam er in der folgenden Zeit vor allem in der zweiten Mannschaft des Vereins in der viertklassigen 1. Liga zum Einsatz. Mit der Mannschaft stieg er 2022 in die Promotion League auf. Im Februar 2023 debütierte er schliesslich bei der Profimannschaft in der Super League und bestritt acht Spiele, als die beiden anderen Profitorhüter Marius Müller und Vaso Vasić verletzt ausfielen, und konnte durch gute Leistungen auf sich aufmerksam machen. Nach dem Abgang des bisherigen Stammtorhüters Müller im Sommer 2023 wurde Loretz zum neuen Stammtorhüter der Mannschaft ernannt und verlängerte seinen Vertrag mit dem Verein vorzeitig um drei Jahre bis 2027.

### Nationalmannschaften
Im Herbst 2021 bestritt Loretz vier Länderspiele für die Schweizer U19-Auswahl. Im März 2023 debütierte er in der U21-Nationalmannschaft, verpasste die anschliessende U21-Europameisterschaft jedoch verletzungsbedingt. Im Juni 2024 wurde Loretz für ein Freundschaftsspiel gegen Estland erstmals in die Schweizer A-Nationalmannschaft berufen, ohne dort zum Einsatz zu kommen.